# Dettmar Cramer

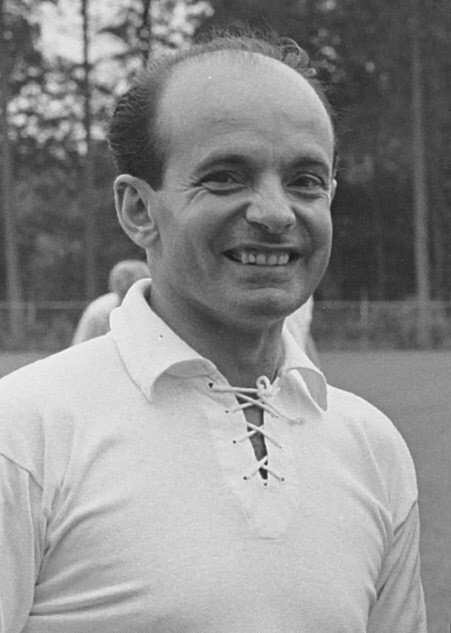
Dettmar Cramer 1963

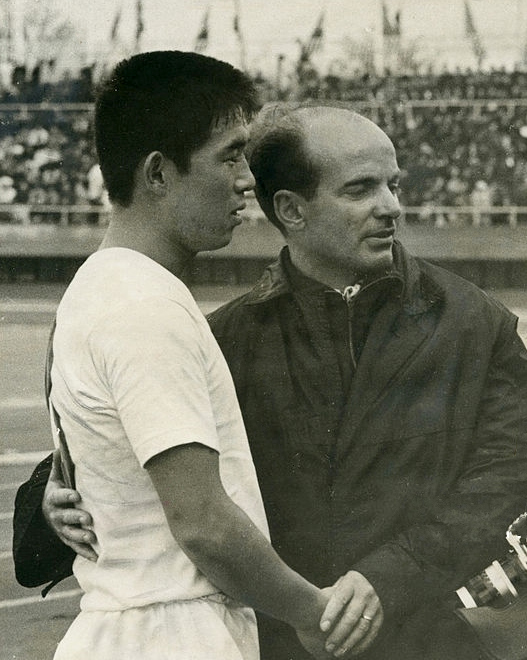
Ryuichi Sugiyama och Dettmar Cramer 1964

Dettmar Cramer, född 4 april 1925 i Dortmund, död 17 september 2015 i Reit im Winkl i Bayern, var en tysk fotbollstränare.
Dettmar Cramer har verkat inom den internationella fotbollen som få andra tränare. Cramer har verkat över hela världen som tränare och instruktör för FIFA. Förutom detta har han varit verksam inom DFB och han var tränare för Bayern München under klubbens storhetstid. 
Cramers karriär tog fart när han upptäcktes av Tysklands legendariske förbundskaptenen Sepp Herberger i början av 1950-talet. Cramer arbetade under många år som en av Herbergers närmaste män och tippades av många att ta över som förbundskapten efter Herberger. Det blev inte så, istället inledde Cramer en internationell karriär hos Fifa och arbetade bland annat i Japan. 1968 tog Japan sensationellt brons i OS - Japans första stora framgång. 
Cramer återkom 1975-1976 till Tyskland som tränare för storlaget Bayern München. I ett storlag bestående av flera av tysk fotbolls största spelare genom tiderna lyckades Cramer föra vidare den framgångsvåg som hans företrädare Udo Lattek inlett. 1976 är ett av Bayern Münchens bästa år någonsin med seger i Europacupen för mästarlag och Världscupen. 
Cramer kallades för Napoleon för sin längd (1,65 meter) och de framgångar han förde bl.a. Bayern München till. 

## Meriter
- Tränare för FC Bayern München
  - Europacupen för mästarlag 1976
  - Världscupen 1976